# Erzeparchie Philadelphia
Die Erzeparchie Philadelphia (lat.: Archieparchia Philadelphiensis Ucrainorum) ist eine in den USA gelegene Erzeparchie der ukrainischen griechisch-katholischen Kirche mit Sitz in Philadelphia, Pennsylvania.

## Geschichte

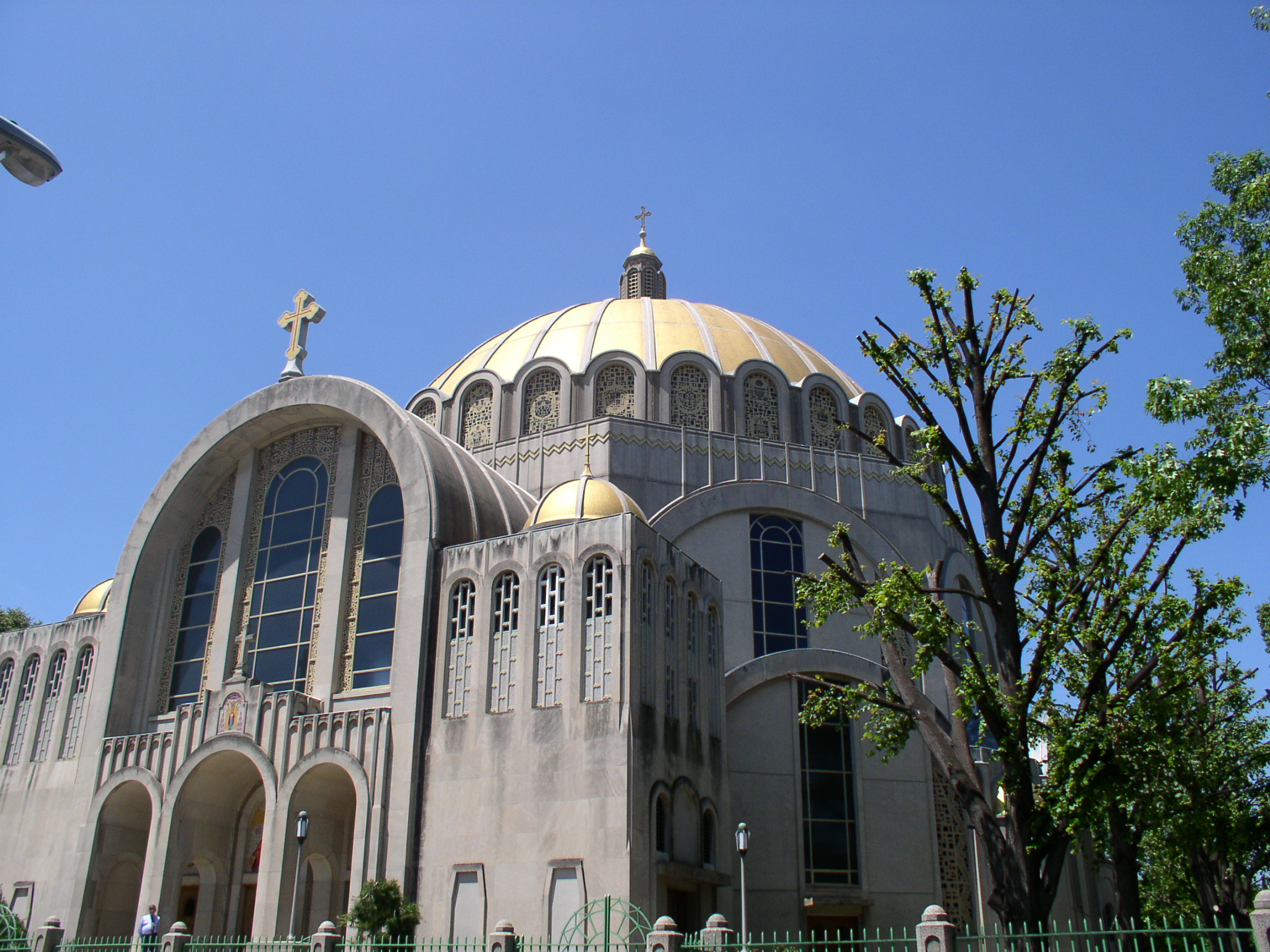
Kathedrale Immaculate Conception in Philadelphia, Pennsylvania

Mit der, Ende 1870 beginnenden, Einwanderung einer großen Anzahl Gläubiger der Ruthischen Griechisch-Katholischen Kirche aus dem Gebiet des österreichisch-ungarischen Galiziens in die Vereinigten Staaten von Amerika begann die Gründung von Kirchengemeinden, die den byzantinischen Ritus pflegten. In Shenandoah (Pennsylvania) errichtete 1884 ein ukrainischer Priester das erste Kirchengebäude.
Die später nachfolgenden Gemeinden und die Gliederung der Ostkirchen wurden von Papst Leo XIII., mit dem Apostolischen Schreiben „Orientalium dignitas“ von 1895, geregelt. Die Jurisdiktion wurde den jeweiligen römisch-katholischen Diözesanbischofen zugeordnet. 1907 wurde Soter Stephen Ortynsky de Labetz zum ersten Ordinarius  für die in den Vereinigten Staaten von Amerika lebenden Christen der Ukrainischen Griechisch-Katholischen Kirche berufen. Die Jurisdiktion blieb bei den römisch-katholischen Bischöfen. Diese Zuordnung wurde 1913 geändert, Bischof Ortynsky wurde unter die Aufsicht des Apostolischen Delegaten in Washington, D.C. gestellt.
Nach dem Tod von Bischof Ortynsky (24. März 1916) bestellte der Heilige Stuhl keinen eigenständigen Bischof, sondern der Apostolische Delegat ernannte zwei Priester als vorläufige Administratoren. Die Arbeitsbereiche der Administratoren wurden aufgeteilt, zum einen für Migranten aus Lemberg-Halytsch (heutige Ukraine) und zum anderen für Migranten aus Ungarn und Kroatien. Diese Gebiets- und Personalaufteilung hatte den Vorteil, dass sich die jeweiligen Einwanderungsgruppen besser an ihre Glaubensgemeinden aus den Herkunftsländer anschließen konnten.
Für die aus der heutigen Ukraine stammenden Personen, die überwiegend der ukrainischen griechisch-katholischen Kirche angehörten, wurde am 20. Mai 1924, als erster Bischof für das Apostolische Exarchat Vereinigte Staaten, Bischof Constantine Bohachevsky eingesetzt. Am 10. Juli 1958 wurde das Apostolische Exarchat Vereinigte Staaten durch Papst Pius XII. zur Erzeparchie erhoben und in Erzeparchie Philadelphia umbenannt. Papst Johannes XXIII. trennte am 14. Juli 1961 den westlichen Teil der Erzeparchie ab und ernannte die Eparchie Saint Nicolas of Chicago. Die Erzeparchie Philadelphia gab am 5. Dezember 1983, auf Anordnung von Papst Johannes Paul II., Teile ihres Territoriums zur Gründung der Eparchie Saint Josaphat in Parma ab. Der Erzbischof von Philadelphia ist der Metropolit für die ukrainischen Eparchien, als Suffraganbistümer sind ihm die Eparchien Saint Josaphat in Parma, Saint Nicolas of Chicago und Stamford zugeordnet.

## Ordinarien

### Ordinarius der Vereinigten Staaten
- Soter Stephen Ortynsky de Labetz OSBM, 1907–1916

### Apostolischer Exarch der Vereinigten Staaten
- Constantine Bohachevsky, 1924–1958

### Erzbischöfe der Erzeparchie Philadelphia
- Constantine Bohachevsky, 1958–1961
- Ambrozij Andrew Senyshyn OSBM, 1961–1976
- Joseph Michael Schmondiuk, 1977–1978
- Myroslaw Ljubatschiwskyj, 1979–1980, dann Koadjutorerzbischof von Lemberg
- Stephen Sulyk, 1980–2000
- Stephen Soroka, 2000–2018
- Boris Andrij Gudziak, seit 2019